# Капніст Василь Васильович
Васи́ль Васи́льович Капні́ст (12 (23) лютого 1758, Обухівка, Миргородського полку — 28 жовтня (9 листопада) 1823, там само) — український та російський письменник. Імовірний автор трактату «Історія Русів», що здобув значної популярності серед патріотично-налаштованих українців у XIX ст. Маршалок шляхти Полтавської губернії в 1820—1822 роках.

## Життєпис
Представник роду Капністів. Народився в Обухівці на Полтавщині по смерті батька. Мати, Софія Андріївна, походила з роду Дуніних-Борковських.
У шістнадцятирічному віці поступив на службу капралом в Ізмайлівський полк. З 1775 року — офіцер Преображенського полку.
У 1782–83 рр. — контролер головного поштового управління в Петербурзі.
1783 року після відставки з військової служби повернувся в Україну. Певний час був директором училищ Полтавської губернії.
Мав великий авторитет серед українського дворянства. Обіймав виборні посади предводителя дворянства Миргородського повіту (1782, ще до переїзду в Петербург), Київської губернії (1785–87), генерального судді Полтавської губернії (з 1802 року) та полтавського предводителя дворянства (з 1820 року). Перебуваючи на посадах, завжди обстоював інтереси українського народу.
Помер у рідному селі, де похований біля могили батька.

## Літературна творчість
Василь Капніст почав друкуватися в 1780 році. Писав оди, елегії, анакреонтичні вірші.
У 1783 році написав «Оду на рабство» (опубл. 1806), у якій виступив проти посилення колоніальної політики російського уряду в Україні, зокрема, остаточної ліквідації в 1783 році козацьких полків і запровадження кріпосного права у Слобідській і Лівобережній Україні.
1787 року В. В. Капніст разом з групою аристократів-автономістів підготував проєкт відновлення козацьких формувань в Україні («Положение, на каком может быть набрано и содержано войско охочих казаков»), який, незважаючи на підтримку П. Рум'янцева-Задунайського і Г. Потьомкіна, був відхилений царським урядом.
У квітні 1791 року Василь Капніст разом зі своїм братом Петром за дорученням українських патріотичних кіл перебував у Берліні. Він вів переговори з представниками прусських урядових кіл, зокрема з міністром закордонних справ (канцлером) Пруссії Е.-Ф.Герцбергом про можливість надання допомоги українському національно-визвольному рухові у випадку відкритого збройного виступу проти російського самодержавства.
У 1798 році опублікував поему «Ябеда», у якій у гострій формі критикував російську колоніальну політику на українських землях.
Василь Капніст переклав «Слово о полку Ігоревім» на російську мову і зробив цікавий коментар, у якому наголошено на українському походженні та на українських особливостях цього твору.

### Переклади українською
8 вересня 2023 року в газеті «Сурма» у статті про Василя Капніста «Забутий патріот Капніст» опубліковано перекладені українським поетом Станіславом Йосипенком уривки твору Василя Капніста «Оди на рабство»[значущість факту?].

## Вшанування пам'яті

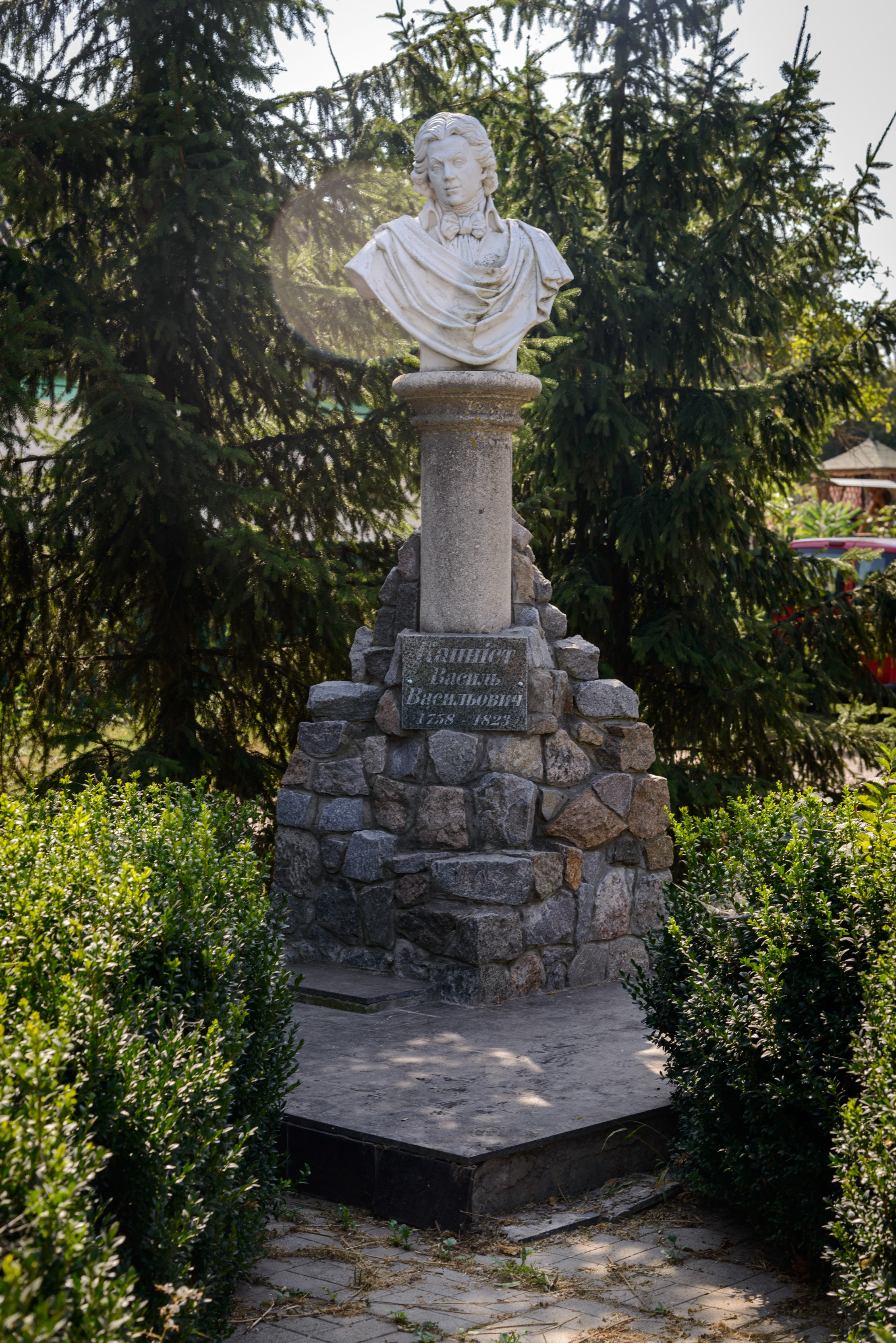
Пам'ятник у с.Велика Обухівка

У листопаді 2008 року в рідному селі Великій Обухівці відбулися урочистості з нагоди відкриття пам'ятника Василю Капністу, спорудженого за проєктом харківського студента Сергія Лінника коштом заснованого в 2007 році нащадками давнього роду Капністів «іменного» фонду за сприяння районної та обласної влади. На урочистих зборах згадували яскравий життєпис Василя Васильовича Капніста і відкрили йому погруддя.
20 травня 2015 року в Полтаві вулицю Іскровську було перейменовано на вулицю Василя Капніста.
2015 року в місті Дніпро вулицю Комітетську перейменували на вулицю Василя Капніста.
2016 року в Сумах вулицю 26 Бакинських комісарів перейменували на вулицю Василя Капніста.
10 грудня 2024 року у місті Первомайськ Миколаївської області вулицю Павла Пестеля перейменували на вулицю Василя Капніста.